# Coenosia bonita
Coenosia bonita är en tvåvingeart som beskrevs av Huckett 1934. Coenosia bonita ingår i släktet Coenosia och familjen husflugor. Inga underarter finns listade i Catalogue of Life.